# Phaenocarpa signicauda
Phaenocarpa signicauda är en stekelart som beskrevs av Fischer 1975. Phaenocarpa signicauda ingår i släktet Phaenocarpa och familjen bracksteklar. Inga underarter finns listade i Catalogue of Life.